# Philippe Dubeau
Philippe Dubeau, né le 14 juillet 1948 , est un organiste français.
Titulaire des grandes orgues de l'église Notre-Dame de Clignancourt (Paris) de 1974 à 2020, il en est désormais organiste titulaire émérite.

## Discographie
- Trompette et Orgue - Telemann / Loeillet / Corelli / Albinoni - Pierre Thibaud, trompette ; orgue de Notre-Dame-de-Clignancourt (juin 1997, ILD) (OCLC 658790525)
- Les plus beaux adagios (Bach, Haendel, Stradella, Corelli) - Renaud Fontanarosa, violoncelle ; orgue de Notre-Dame-de-Clignancourt (1994, ILD) (OCLC 743138734)
- Bach, les grandes œuvres pour orgue - orgue de Saint-Augustin à Paris (1990, ILD) (OCLC 658693172), (BNF 38245648)

## Autres activités
Philippe Dubeau a été maire de la commune de Pageas (Haute-Vienne dans le Limousin) de mars 2001 à 2020 . Il a été dans le même temps vice-président de la communauté de communes des Monts de Châlus, puis de la Communauté de communes Pays de Nexon-Monts de Châlus. Il est également fondateur et directeur artistique du Festival musical de Saint-Yrieix (dans le même département).